# Erik Boström
Pour les articles homonymes, voir Boström.
Erik Boström, né le 23 août 1869 à Stockholm (Suède) et mort le 13 juin 1932 à Lissma (Suède), est un tireur sportif suédois.

## Palmarès

### Jeux olympiques
- Jeux olympiques d'été de 1912 à Stockholm :
  -  Médaille d'argent au tir au pistolet à 50 m par équipes.